# Colin Coates (Eisschnellläufer)

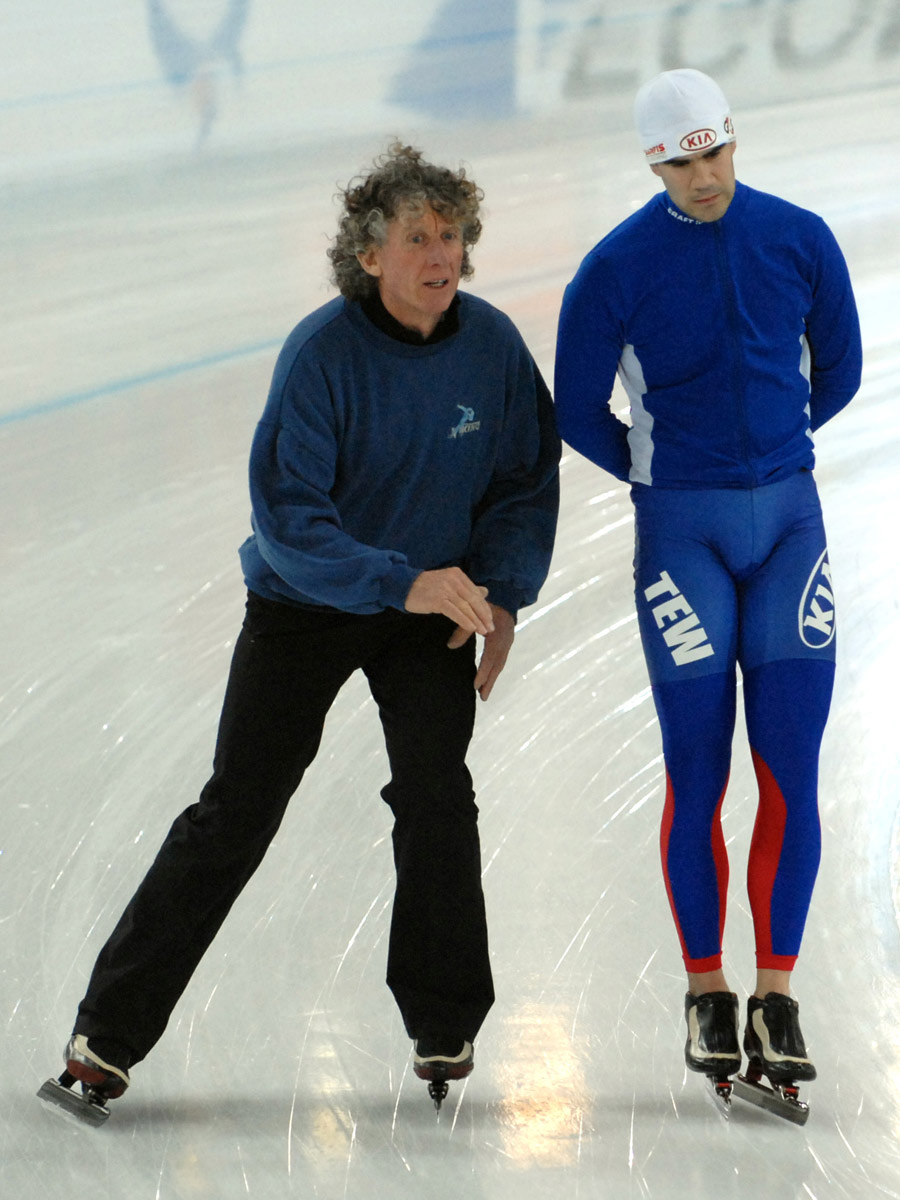
Colin Coates mit Pascal Briand 2009

Colin Victor Coates OAM (* 4. April 1946 in Richmond) ist ein ehemaliger australischer Eisschnellläufer. Mit sechs Teilnahmen an Olympischen Spielen gehört er zu den 19 Athleten mit den meisten Teilnahmen an den Spielen. Er ist damit der Australier mit den meisten Teilnahmen und neben Emese Hunyadi erfolgreichster Eisschnellläufer nach Anzahl der Teilnahmen.
Colin Coates startete für Globe Melbourne. Er war zunächst auf Kurz- und Mittelstrecken spezialisiert. 1968 startete er im Alter von 21 Jahren in Grenoble bei seinen ersten Olympischen Winterspielen. Über 500 Meter kam er auf den 41., über 1500 Meter auf dem 49. Platz. Es sollten Coates schlechteste olympische Ergebnisse bleiben. Vier Jahre später in Sapporo trat der Australier schon auf vier Strecken an. Schlechtestes Ergebnis war ein 36. Platz über 500 Meter, über 1500 Meter wurde er 24., 23. über 5000 Meter und 18. über 10.000 Meter. Erfolgreichste Spiele wurden die 1976er Spiele von Innsbruck. Coates lief alle fünf Rennen und erreichte immer Top-25-Ergebnisse. Mit Rang 25 war erneut das 500-Meter-Ergebnis schlechtestes Resultat. Die anderen Ergebnisse waren weitaus besser. Über 1000 Meter wurde der Australier Elfter, Zehnter über 5000 Meter, Achter über 1500 Meter und auf der Langdistanz Sechster. Coates spezialisierte sich nun auf die Mittel- und vor allem Langstrecken. Doch konnte er bei den folgenden Spielen die herausragenden Resultate nicht wiederholen. In Lake Placid erreichte er 1980 Platz 29 über 1000 Meter, wurde 19. über 5000 Meter und 18. über 10.000 Meter. Coates fünfte Spiele waren die Wettkämpfe von Sarajevo 1984. Über 1500 Meter wurde der Australier 37., 25. über 5000 Meter 25. und 20. über 10.000 Meter. Nach den Spielen beendete Coates seine aktive Karriere und wurde Trainer. Vor den Olympischen Winterspielen 1988 in Calgary wagte er nochmals ein Comeback in der Hoffnung, seine persönliche Bestleistung über 10.000 Meter zu steigern. Er tauschte den Platz mit seinem Schützling Danny Kah, der für das Rennen als sein Trainer fungierte und wurde 20 Jahre nach seinem ersten olympischen Rennen im Alter von 41 Jahren nochmals 26. über 10.000 Meter.
Zwischen 1968 und 1984 nahm Coates an 13 Allround-Weltmeisterschaften teil. Zwischen 1973 und 1979 konnte er sich dabei siebenmal in Folge unter den besten 15 platzieren, 1974 wurde sein bestes Resultat überhaupt ein elfter Rang im Großen Vierkampf. Die beste Punktzahl erreichte er im Jahr zuvor mit 188,234 Punkten. Weniger erfolgreich waren die Teilnahmen an den Einzelstrecken-Weltmeisterschaften, wo er nie unter die besten 20 lief. Im Weltcup trat Coates nur sporadisch an, hier war Platz 15 bei einem kleinen Weltcup 1979 in Örebro bestes Resultat.
Für seine Verdienste um den Eisschnelllauf wurde er 2022 mit der Medaille des Order of Australia ausgezeichnet.